# M30 Cargo Carrier
Le M30 est un véhicule blindé américain. Il répond à la demande, développée par les unités d'artillerie automotrices lourdes, d'un véhicule de transport de munition pour augmenter la capacité de tir des batteries mobiles et ne pouvant donc accéder à des dépôts fixes. L'United States Army organisa les tests et la production du prototype T14, dérivé du M12/T16 Gun Motor Carriage. La Pressed Steel Car Company fabriqua 100 de ces engins, un pour chaque M12, dont 64 furent remodernisés par la Baldwin Locomotive Works sur des châssis de M4 Sherman.

## Modifications apportées
Le M30 reprend le châssis du blindé qu'il vient suppléer, le M12 Gun Motor Carriage, auquel on a retiré le canon de 155mm et le pied de recul. L'arrière peut donc être complètement réaménagé pour sa nouvelle utilisation, avec surtout une porte arrière pour faciliter le déchargement des munitions. Ce véhicule pouvait transporter jusqu'à 40 obus de 155mm, soit 4 fois la capacité du M12. Il était de plus équipé à l'arrière d'une mitrailleuse Browning de calibre .50 pour la protection rapprochée et antiaérienne.

## Affectation
Le nouveau véhicule de transport fut naturellement affecté avec son grand frère, il équipa donc les  six bataillons d'artilleries automotrices équipées de M12 pendant la campagne de Normandie, puis pendant la libération de la France et enfin en Allemagne. Comme les M12, ils ne furent pas employés sur le front pacifique. Dès la fin de la guerre, le M12 fut jugé obsolète et retiré du service, son véhicule de transport finit de la même manière.
Le M30, comme le M12, ne fut pas fabriqué en un très grand nombre d'exemplaires, il ne fut donc pas exporté dans les pays alliés.

## Sources
Jim Mesko; U.S Self Propelled Gun; Squadron Signal Armor n°38